# 5gy busz (Budapest)
A budapesti 5-ös (gyors 5-ös) jelzésű autóbusz a Március 15. tér és a Pasaréti tér között járt. A vonalat a Budapesti Közlekedési Vállalat üzemeltette Ikarus 260 típusú autóbuszokkal.

## Története
1950. november 2-án indult el a főváros első gyorsjárata 105-ös jelzéssel a Deák Ferenc tér és a Pasaréti tér között, de 1951. január 27-én kihasználatlanság miatt megszüntették. Ezt követően 1971. szeptember 3. és 1972. december 23. között ismét közlekedett változatlan útvonalon. 1974. szeptember 2-án ismét újraindult a Március 15. tér és a Pasaréti tér között. 1977. január 3-án új jelzése 5-ös lett. 1990. augusztus 31-én kihasználatlanság miatt megszűnt.

## Útvonala
| Pasaréti tér felé | Március 15. tér felé |
| --- | --- |
| Március 15. tér vá. – Váci utca – Szabad sajtó út – Erzsébet híd – Döbrentei tér – Attila út – Krisztina körút – Moszkva tér – Szilágyi Erzsébet fasor – Pasaréti út – Pasaréti tér vá. | Pasaréti tér vá. – Pasaréti út – Szilágyi Erzsébet fasor – Moszkva tér – Krisztina körút – Attila út – Dózsa tér – Krisztina körút – Döbrentei tér – Erzsébet híd – Szabad sajtó út – Váci utca – Március 15. tér vá. |

## Megállóhelyei
Az átszállási kapcsolatok között az 5-ös busz nincsen feltüntetve.
| 0 | Március 15. tér végállomás | 5 | (Ferenciek tere) 2, 7, 7A, 7, 8, 8A, 15, 15A, 78, 112, 116 2, 2A                     |
| 1 | Alagút utca                | 4 | 2, 4, 4, 78                                                                          |
| 2 | Moszkva tér                | 3 | 12, 21, 21, 22, 22, 28, 39, 49, 56, 56E, 84, 128, 156, 158, Vár 4, 6, 18, 56, 59, 61 |
| 3 | Fogaskerekű vasút          | 2 | 56, 156 18, 56, Fogaskerekű                                                          |
| 4 | Gábor Áron utca            | 1 |                                                                                      |
| 5 | Pasaréti tér végállomás    | 0 | 29                                                                                   |